# Sophie Monk
Sophie Charlene Akland Monk (Inglaterra, 14 de diciembre de 1979) es una cantante de pop, actriz y modelo ocasional australiana.

## Biografía
Sophie Monk nació en Inglaterra pero sus padres, posteriormente se trasladaron a  Gold Coast, Queensland, Australia. Ella fue una vez un miembro del grupo femenino Bardot, después de participar en el programa de televisión Popstars, y desde entonces ha creado una carrera en solitario con el lanzamiento de un álbum Calendar Girl en 2003. Más recientemente, ha pasado a actuar y aparece en películas como Date Movie (2006), Click (2006), Sex and Death 101 (2007) y Colinas Sangrientas (2009). Se formó en la ópera clásica cuando era niña.

## Carrera

### Carrera como cantante
La carrera musical de Sophie Monk comenzó en 1999 cuando respondió a un anuncio solicitando niñas con experiencia en canto y danza. El anuncio fue publicado para la serie de telerrealidad australiana Popstars, un programa que tenía como objeto crear un nuevo grupo femenino. Después de muchos períodos de sesiones de la canción y la danza, Monk fue seleccionada como miembro del grupo, nombrado Bardot.
Bardot se convirtió en la primera artista de Australia en debutar en la primera posición con el sencillo "Poison", y su primer álbum homónimo. Los sencillos siguiente "I Should've Never Let You Go" y "These Days", seguido y el grupo se embarcó en agosto de 2000 en su primera gira. En julio de 2001, el grupo lanzó el sencillo "ASAP" de su segundo álbum titulado Play It Like That, lanzado en noviembre de 2001, y el segundo sencillo "I Need Somebody", fue su mayor éxito desde "Poison". En 2002, el grupo lanzó su último sencillo "Love Will Find A Way" y se embarcaron para su segunda gira nacional. En mayo, el grupo se disolvió.
Poco después de la separación de los miembros de Bardot, Sophie Monk inició su carrera musical en solitario, y esto dio lugar su primer sencillo "Inside Outside". El sencillo fue lanzado en octubre de 2002, y después de una semana de la promoción de ocupado, se mantuvo varias semanas en el Top 50 de ARIA. Su siguiente sencillo "Get the Music On" fue lanzado en marzo de 2003 y alcanzó el número diez en las listas de ARIA. En mayo de 2003, Monk lanzó su álbum debut como solista Calendar Girl, que sorprendió a muchos por la mezcla de pop contemporáneo y dance con interludios de ópera clásica, ya que había aprendido a cantar ópera en su juventud. El álbum recibió críticas mixtas de los críticos con Monk coescrito cuatro de las pistas de álbumes. Después del lanzamiento del álbum, Monk lanzó su tercer y último sencillo en julio de 2003, "One Breath Away", que alcanzó el número 23 en las listas de ARIA.

### Carrera como actriz
Sophie Monk se ha establecido en Hollywood, aunque la mayoría de sus papeles han sido razonablemente pequeños. En 2004, Monk hizo su debut como actriz en la película de televisión de Nine Network The Mystery of Natalie Wood en el papel de Marilyn Monroe. En febrero de 2006, ella protagonizó su primer largometraje como el papel coqueto y seductor de Andy en la falsa comedia Date Movie. Una escena en la película ve Monk parodiando el anuncio de hamburguesas de Paris Hilton. El rodaje tuvo lugar en Los Ángeles, California, a finales de 2005. A pesar de comentarios muy negativos, la película fue un éxito que ganan más de 80 millones de dólares en todo el mundo.
En junio de 2006 se produjo el estreno de Click, la historia de un mando a distancia universal. Monk desempeña el pequeño papel de Stacey en esta película, un secretaria sexy y coqueta. En 2007, Sophie hizo su debut en la televisión estadounidense en la serie de comedia Entourage. También tuvo un pequeño papel representando Cynthia Rose en la comedia Sex and Death 101. La película fue protagonizada por el actor australiano Simon Baker y la actriz Winona Ryder. Sophie hizo su aparición primer desnudo en pantalla.
Monk y luego actuó en la película de la comedia Desmadre vacacional, donde interpretó el papel del antagonista como una niña tonta llamado Mason. La película se sometió a un largo período de producción de post sufrir problemas de distribución. En 2009 actuó en Colinas Sangrientas como actriz principal un film de terror en donde la sangre y la violencia son el plato fuerte. La filmación comenzó a principios de 2009 en Sofía, Bulgaria. En abril de 2010, Nine Network anunció que Sophie Monk sería un presentador invitado especial en el programa de televisión Getaway. Después de su primera aparición, se anunció que Monk seguirá apareciendo en la serie en una forma recurrente. Como parte de su papel, Monk ha visitado Hawái, Las Vegas, México.

## Vida personal
Ella estuvo saliendo por un tiempo con el actor Jude Law, luego comenzó a salir con Benji Madden en 2006, pero en enero de 2008, los medios de comunicación informaron de que la pareja se había separado. Su siguiente romance fue con el cirujano plástico de Los Ángeles Dr. John Diaz, que terminó a principios de 2010.

## Imagen

### Modelado y comerciales
Monk es célebre por su aspecto. En octubre de 2012, Monk ocupó el puesto número 7 en Maxim Australia's Hot 100. Ella ocupó el puesto número 96 en Maxim Hot 100 List de 2011. Ella era el número 2 en FHM's Sexiest Women List en 2003. En agosto de 2008, Monk se le ofreció 1 millón de dólares para posar en Playboy, que ella se negó. Ella ha aparecido en la portada de varias revistas para hombres, incluyendo Maxim, FHM, Stuff y Ralph.
Monk es también conocida por su carrera como modelo. Ella ha aparecido en varios comerciales para Diet Vanilla Coke, Pepsi Max, LG Electronics y Coca Cola.

### Clasificación en las listas de revistas
| Año  | Título                                             | Número   |
| ---- | -------------------------------------------------- | -------- |
| 2000 | FHM's 100 Sexiest Women                            | 69 (AUS) |
| 2001 | FHM's 100 Sexiest Women                            | 3 (AUS)  |
| 2002 | FHM's 100 Sexiest Women                            | 11 (AUS) |
| 2003 | FHM's 100 Sexiest Women                            | 2 (AUS)  |
| 2004 | FHM's 100 Sexiest Women                            | 9 (AUS)  |
| 2005 | FHM's 100 Sexiest Women                            | 28 (AUS) |
| 2006 | FHM's 100 Sexiest Women                            | 22 (AUS) |
| 2008 | Who's Most Beautiful Person of 2008                | 1        |
| 2008 | FHM's 100 Sexiest Women                            | 72 (AUS) |
| 2008 | Candidates for PETA's Sexiest Vegetarian Celebrity | 75       |
| 2009 | FHM's 100 Sexiest Women                            | 33 (AUS) |
| 2009 | AskMen's 99 Most Desirable Women                   | 11       |
| 2010 | E! Online's Beautiful Women                        | 3        |
| 2010 | AskMen's 99 Most Desirable Women                   | 71       |
| 2011 | Maxim's Hot 100                                    | 96 (US)  |
| 2012 | Maxim's Hot 100                                    | 7 (AUS)  |

## Discografía

### Álbumes
- Bardot (2000) (con Bardot)
- Play It Like That (2001) (con Bardot)
- Calendar Girl (2003)

### Singles
- Inside Outside (2002)
- Get the Music On (2003)
- One Breath Away (2003)

## Filmografía

### Películas
| Año  | Título español                         | Título original                                         | Papel          |
| ---- | -------------------------------------- | ------------------------------------------------------- | -------------- |
| 2005 | London                                 | London                                                  | Lauren         |
| 2006 | Date Movie                             | Date Movie                                              | Andy           |
| 2006 | Click                                  | Click                                                   | Stacey         |
| 2007 | Sex and Death 101                      | Sex and Death 101                                       | Cynthia Rose   |
| 2009 | Desmadre vacacional                    | Spring Breakdown                                        | Mason Masters  |
| 2009 | Colinas sangrientas                    | The Hills Run Red                                       | Alexa          |
| 2009 | Murder World                           | Life Blood                                              | Brooke Anchel  |
| 2010 | Hard Breakers                          | Hard Breakers                                           | Lindsay Greene |
| 2011 | 301, La leyenda del Imponentus Maximus | National Lampoon's 301: The Legend of Awesomest Maximus | Princesa Ellen |
| 2013 | Dorfman                                | Dorfman                                                 | Vronka         |
| 2013 | Spring Break '83                       | Spring Break '83                                        | Brittney       |

### Televisión
| Año  | Título                        | Papel                    | Notas                            |
| ---- | ----------------------------- | ------------------------ | -------------------------------- |
| 2000 | Popstars                      | ella misma / concursante | serie de televisión              |
| 2004 | The Mystery of Natalie Wood   | Marilyn Monroe           | telefilme                        |
| 2005 | Pool Guys                     | Janet                    | telefilme                        |
| 2007 | Entourage                     | Juliette                 | serie de televisión (1 episodio) |
| 2010 | Getaway                       | ella misma / reportero   | 6 episodios                      |
| 2011 | Talkin' 'Bout Your Generation | ella misma / concursante | 1 episodio                       |
| 2012 | The Choice                    | ella misma / concursante | 1 episodio                       |
| 2020 | The Masked Singer Australia   | Dragonfly                | 3 episodios                      |